# Alexander MacDonell
Pour les articles homonymes, voir McDonell.
Alexander MacDonell (1762-1840) fut le premier évêque de Kingston. 
Né à Glen-Urguhart, sur les bords du lac Ness, en Écosse, le 17 juillet 1762, il fut ordonné prêtre le 16 février 1787. Il vint au Canada en 1803, et fut immédiatement employé aux missions de Saint-Raphaël du Haut-Canada. En 1807, l'évêque de Québec lui envoya des lettres de vicaire général, et, le 12 janvier 1819, il fut nommé par Pie VII, évêque de Rhésine (de), en Mésopotamie, suffragant et auxiliaire de l'évêque de Québec pour la province du Haut-Canada. 
Il fut consacré dans l'église des Ursulines de Québec le 31 décembre 1820. Le Haut-Canada ayant été érigé en évêché par le pape Léon XII, le 14 février 1826, McDonell fut pourvu de ce siège, sous le titre d'évêque de Kingston. Thomas Weld avait été nommé son coadjuteur sous le titre d'évêque d'Amyclées (de) in partibus ; mais, ce prélat ayant été promu au cardinalat, le pape Grégoire XVI nomma Rémi Gaulin coadjuteur de Kingston. 
Alexander McDonell mourut à Dumfries, le 14 janvier 1840, âgé de 78 ans et demi. Ses restes, déposés à Édimbourg dans la chapelle de Sainte-Marguerite, furent transportés dans la cathédrale de Kingston le 26 septembre 1861.

## Sources
- Répertoire général du clergé canadien, par ordre chronologique depuis la fondation de la colonie jusqu'à nos jours, par Mgr Cyprien Tanguay, Montréal, Eusèbe Senécal & fils, imprimeurs-éditeurs, 1893.